# Yannick Aubiège Azangue
Yannick Aubiège Azangue,  née le 7 juillet 1988, est une boxeuse camerounaise.

## Carrière
Elle est médaillée d'or dans la catégorie des moins de 69 kg aux Championnats d'Afrique féminins de boxe amateur 2010 à Yaoundé.
Elle obtient aux Championnats d'Afrique féminins de boxe amateur 2014 à Yaoundé et aux Jeux africains de Brazzaville en 2015 la médaille de bronze dans la catégorie des moins de 75 kg. Elle ne parvient pas à se qualifier pour les Jeux olympiques de 2016.
Elle remporte la médaille d'or dans la catégorie des moins de 69 kg aux Championnats d'Afrique 2017 et participe aux Jeux du Commonwealth de 2018.